# 太湖港街道
太湖港街道，是中华人民共和国湖北省荆州市荆州区下辖的一个乡镇级行政单位。2022年2月21日设立。行政区划代码为421003005。

## 行政区划
太湖港街道下辖以下地区：
秘师桥、太东、七里花园、太湖港、彭家场、新凤、罗滩、梅槐和龙山9个社区。